# Alloclubionoides trisaccatus
Alloclubionoides trisaccatus is een spinnensoort in de taxonomische indeling van de nachtkaardespinnen (Amaurobiidae).
Het dier behoort tot het geslacht Alloclubionoides. De wetenschappelijke naam van de soort werd voor het eerst geldig gepubliceerd in 2007 door Zhang, Zhu & Da-xiang Song.